# Rilla ze Złotego Brzegu
Rilla ze Złotego Brzegu – powieść Lucy Maud Montgomery. Książka ta jest ósmym tomem serii przygód Ani Shirley z Ani z Zielonego Wzgórza. Pierwsze wydanie ukazało się w 1921 roku. Akcja powieści obejmuje lata 1914-1918, czyli okres I wojny światowej.

## Rilla
Główną bohaterką powieści jest Berta Marilla (Maryla) Blythe, zwana zdrobniale Rillą, najmłodsze dziecko Ani i Gilberta Blythe. Rilla mieszka wraz z rodziną w posiadłości "Złoty Brzeg" w Glen St. Mary na Wyspie Księcia Edwarda.
Na początku powieści Rilla ma prawie 15 lat, ale rodzina uważa ją wciąż za dziecko. Jako najmłodsza z rodzeństwa, jest trochę rozpieszczona i zepsuta. Ponad wszystko uwielbia zabawy i hulanki oraz marzy o zastępach wielbicieli. Nie posiada rozwagi i mądrości swoich starszych sióstr, Anny i Diany. Chociaż jest inteligentna i bystra, jako jedyna z rodzeństwa nie ma większych ambicji i nie chce wstąpić na Akademię Królewską.
Jest wyrośniętą jak na swój wiek, śliczną, a nawet – wedle słów Zuzanny – najładniejszą dziewczyną w Glen St. Mary. Ma rudawo-kasztanowate, jedwabiste, wijące się włosy, duże, marzycielskie, orzechowe oczy, delikatnie zarysowane brwi i mlecznobiałą cerę z maleńkimi złotymi piegami. Jest bardzo szczupła – nie przypomina już tej "Bułeczki" jaką była w dzieciństwie. Jest nawet nieco za chuda, co ją martwi, a Jim i Shirley dokuczają jej, nazywając ją "Pająkiem". Jest jednak coraz zgrabniejsza i porusza się z wdziękiem.
Jest świadoma swojej urody i z tego powodu próżna, co przyznaje także jej najbliższa rodzina. Lubi wyrażać się z emfazą. Jest bardzo lubiana w towarzystwie i uważana za bardzo miłą.
Rilla spośród rodzeństwa najbardziej kocha Waltera. Dziewczyna czuje do niego przywiązanie, zaufanie i podziw. Jako jedyny nie nazywa jej "Pająkiem", wymyślił natomiast siostrze wdzięczny przydomek "Rilla-ma-Rilla". Rilla jest zazdrosna o Di, której Walter wyznaje więcej tajemnic niż jej.
Oboje, Rilla i Water, są ulubieńcami 28-letniej Gertrudy Oliver, nauczycielki przebywającej w Złotym Brzegu. Rilla jest w niej "zakochana" i czuje, że panna Gertruda naprawdę ją rozumie.
Rilla, już od dziecka, skrycie podkochuje się w 21-letnim Krzysztofie Fordzie (oryginalnie: Kenneth Ford). Jest on synem przyjaciół państwa Blythe’ów – Ewy (oryginalnie: Leslie) i Owena Fordów. Jest postawny, zabawny i bardzo przystojny.

## Fabuła
Akcja powieści rozpoczyna się latem 1914 roku. Rilla po raz pierwszy bierze udział w balu. W czasie zabawy w Latarni Morskiej do Glen St. Mary dociera wiadomość o wypowiedzeniu przez Wielką Brytanię wojny Niemcom (Kanada przystąpiła do I wojny światowej automatycznie wraz z Wielką Brytanią 4 sierpnia 1914).
Najstarszy brat Rilli, Jim, oraz Jerry Meredith – jeden z dzieci pastora, z którymi przyjaźni się całe rodzeństwo Blythe’ów – wyruszają na front. Pies Jima, Wtorek (w oryginale Monday, czyli Poniedziałek), nie chce wrócić z resztą rodziny do domu i pozostaje na stacji kolejowej, czekając na powrót swego pana do domu.
Walter, który niedawno chorował na tyfus, podejmuje studia w Redmondzie w Kingsport.
Rilla stara się być użyteczna i pomocna. Za namową matki, organizuje Młody Czerwony Krzyż. Przypadek sprawia, że pod jej opiekę trafia dwutygodniowy chłopczyk – Jaś Anderson. Matka dziecka ledwo co zmarła a ojciec jest na wojnie. Rilla, mimo braku doświadczenia, postanawia zaopiekować się malcem, gdyż jest on zbyt wątły, by być w stanie przeżyć w przytułku. Jako że dziewczyna "nie czuje najmniejszego pociągu" do dzieci, początkowo traktuje swoje zadanie jedynie jako przykry obowiązek.
Wrażliwy Walter, chociaż już odzyskał siły po przebytej chorobie, nie jest w stanie zaciągnąć się do wojska. Uważa się za tchórza, ktoś nawet anonimowo przysyła mu białe piórko w kopercie. Jednak, w maju 1915, po zatonięciu Lusitanii, Walter w końcu wstępuje do armii. Nie mówi jednak nic siostrze, nie chcąc jej za wcześnie martwić. Podczas koncertu Młodego Czerwonego Krzyża, Rilla dowiaduje się od złośliwej Ireny Howard o decyzji brata. Tuż przed wyjazdem, Walter wyznaje siostrze, że była dla niego bardzo ważna w ostatnim czasie i że czuje do niej prawdziwe przywiązanie. Rodzeństwo obiecuje sobie zachować nadzieję i wiarę.
W sierpniu 1915, również Krzysztof Ford wyrusza na front. Przed wyjazdem wyznaje miłość dziewczynie i składa na jej ustach pierwszy pocałunek. Rilla obiecuje zaczekać na jego powrót i dochować mu wierności.
W maju 1916 Walter zostaje odznaczony za swoje bohaterstwo medalem "Distinguished Cross".
W lipcu 1916 Rilla otrzymuje pierwszą wiadomość od Jima Andersona, ojca Jasia.
Jesienią 1916, Walter zostaje zabity podczas zdobywania Courcelette we Francji. Przez całą noc poprzedzającą dotarcie informacji o tej tragedii na Złoty Brzeg, Wtorek wyje rozpaczliwie. Rilla, a także rodzina i przyjaciele bardzo przeżywają śmierć Waltera. Najmocniej odczuwa ten cios jego matka. Przez długie tygodnie będzie obezwładniona ciężką depresją. Dwa dni po śmierci Waltera, Rilla otrzymuje list napisany przez niego noc przed bitwą. W liście skierowanym jednocześnie do Rilli i Uny Meredith, chłopak przeczuwa swoją śmierć. Podobnie jak przed laty w Dolinie Tęczy – miał wizję Kobziarza (tak naprawdę chodzi o dudziarza Dudziarz (muzyka)). Rilla, przejęta rozpaczą Uny, daje jej ten list na własność. Una kochała potajemnie Waltera i wie, że już nigdy nie zazna prawdziwej miłości.
Zimą 1916/1917 Shirley, najmłodszy syn Blythe’ów, po osiągnięciu pełnoletniości wstępuje do wojsk lotniczych. Zuzanna, której oczkiem w głowie jest Shirley, dowiaduje się o tym ostatnia.
Na początku maja 1918 do Złotego Brzegu dociera wiadomość, że Jim jest "ranny i zaginiony". Ponieważ Wtorek wciąż wiernie czeka na powrót swojego pana, w rodzinę Blythe’ów wstępuje wiara w to, że chłopak wciąż żyje.
W sierpniu 1918 Karol Meredith traci na wojnie oko.
Pod koniec września 1918, Jim przesyła z Holandii depeszę, w której donosi, że uciekł z Niemiec i że list od niego jest już w drodze.
Na początku października 1918 rodzina Blythe’ów otrzymuje list od Jima. Pisze w nim, że ranny w udo trafił do niewoli, po jednej nieudanej próbie zdołał zbiec do Holandii i przez pewien czas pozostanie w szpitalu w Anglii. Rilla otrzymuje także list od ojca Jasia. Donosi on, że ożenił się z Angielką i niebawem wraca do Kanady. Na początku listopada 1918 w istocie przybywa wraz z nową małżonką i zabiera Jasia do siebie. Ku wielkiej uldze Rilli, macocha chłopca okazuje się miłą, serdeczną kobietą, kochającą dzieci.
Wojna się kończy, stopniowo powracają bracia i przyjaciele. Wśród nich także Krzysztof Ford, który po powrocie zastaje Rillę będącą już nie podlotkiem, ale dorosłą kobietą.

## Problematyka
Lucy Maud Montgomery w swej powieści opowiadającej o losach najmłodszej córki Ani Shirley i Gilberta Blythe, Rilli opisuje jej dorastanie na tle wojny oraz to, jak z próżnej nastolatki zmienia się w dojrzałą kobietę, starającą się zachować wiarę i nadzieję do ostatniej chwili. Opisuje także śmierć Waltera, który uważając siebie za tchórza wyrusza na front, gdzie za swą nieprzeciętną odwagę zostaje odznaczony Krzyżem Walecznych. Nieprzeciętnym zachowaniem odznaczała się także Ania, której postawa motywowała Rillę do zachowania odwagi. Rilla jednocześnie stała się podporą i pociechą swojej matki. Lucy przedstawiła także wydarzenia z I wojny światowej. Przybliżyła czytelnikowi cierpienie wszystkich rodzin poległych żołnierzy, którzy na zawsze zapisali się historii jako bohaterowie, walczący za swą ojczyznę.

## Pozostali bohaterowie
- Ania Blythe – żona doktora Blythe’a, matka Rilli, Jima, Waltera, Nan, Di i Shirleya. Ania ma kasztanowe, wijące się włosy, marzycielskie, wielkie zielono-szare oczy i smukłą sylwetkę. Mimo swojego wieku wygląda bardzo młodo. Jest bardzo piękną, inteligentną i ciekawą kobietą. Jej dzielna postawa podczas wojny, motywuje Rillę do zorganizowania Młodzieżowego Czerwonego Krzyża. W duszy Ania została jeszcze małą marzycielką, która jeszcze niedawno przybyła na Zielone Wzgórze.
- Gilbert Blythe – mąż Ani Blythe, najlepszy lekarz w Glen St. Mary. Gilbert ma ciemne włosy i orzechowe oczy. Jest bardzo przystojnym, oczytanym, zabawnym i praktycznym człowiekiem.
- Walter Blythe – drugi z kolei dwudziestoletni syn państwa Blythe. Chłopak wrażliwy, marzycielski i odważny (został odznaczony Krzyżem Walecznych). Ma czarne, gładkie włosy, delikatne rysy twarzy i prześliczne, szare oczy. Najładniejszy z gromadki młodych Blythe’ów. Walter jest utalentowanym i początkującym poetą. Podczas wojny zostaje wydany jego wiersz "Kobziarz". Ginie na wojnie w wieku 22 lat.
- Jim Blythe – najstarszy syn Ani i Gilberta. Na początku powieści ma 21 lat. Jim ma rudawe, falowane włosy, ciemne oczy i uśmiech ojca. Jest inteligentnym, śmiałym i odważnym chłopakiem. Zawsze dotrzymuje danego słowa. Można na niego liczyć w trudnych sytuacjach. Kiedy dowiaduje się o wybuchu wojny, od razu postanawia wyruszyć na front. Jest zakochany we Florze Meredith z wzajemnością.
- Ania „Nan” Blythe – osiemnastoletnia córka Ani i Gilberta. Jest bliźniaczką Di Blythe, lecz nie są wcale podobne. Ma brązowe oczy i włosy, wesołą minkę i bardzo zgrabną sylwetkę. Jest marzycielską i bardzo mądrą dziewczyną. Kocha się w Jerrym Meredith.
- Diana "Di" Blythe – osiemnastoletnia córka Ani i Gilberta. Jest bliźniaczką Nan Blythe, lecz nie są wcale podobne. Jest urodziwą, rozsądną, praktyczną dziewczyną z dużym poczuciem humoru. Ma rude włosy i duże zielone oczy. Jest ulubienicą ojca.
- Shirley Blythe – szesnastoletni syn Ani i Gilberta. Ma ciemne włosy, oczy i karnację. Przejęty śmiercią brata, po swoich 18 urodzinach postanawia wyruszyć na front. Jest cichym, zrównoważonym, małomównym chłopcem, ulubieńcem Zuzanny.
- Gertruda Oliver – 28-letnia nauczycielka z Lowbridge, mieszkająca w czasie roku szkolnego w Złotym Brzegu. Jest ładną, niezwykle wrażliwą, czarującą kobietą, z bagażem bolesnych doświadczeń. Jest zaręczona z Robertem Grantem – młodym prawnikiem z Charlottetown. Przyjaciółka Waltera i Rilli. W czasie wojny nawiedzały ją prorocze sny.
- Zuzanna Baker – gospodyni w Złotym Brzegu. Blythe’owie traktują ją jak członka rodziny. Zuzanna jest szczerą, bezpośrednią, dobrą kobietą. Jest nieświadoma tego, że posiada ogromne poczucie humoru.
- Faith (także: Flora) Meredith – dziewiętnastoletnia córka pastora Johna Mereditha i zmarłej Cecylli Meredith. Ma piwne oczy, brązowe loki i rumiane policzki. Flora jest przyjazną, dzielną, zabawną, świadomą swej urody dziewczyną. W dzieciństwie była bardzo roztrzepaną, często wpadającą w kłopoty dziewczynką.
- Una Meredith – osiemnastoletnia córka Johna i Cecylli Meredith. Ma długie, czarne włosy i wielkie, szafirowe oczy, pełne tajemnic i nieznanego smutku. Una jest cichą, marzycielską dziewczyną, posiadającą wiele wdzięku, uroku i czaru dziewczęcego. Jest osobą nieco zamkniętą w sobie, bardzo wrażliwą i dzielną. Młodzież w Glen St. Mary lubiła jej towarzystwo. Żywi głębokie uczucie do Waltera Blythe.
- Gerald "Jerry" – dwudziestoletni syn Johna i Cecylli Meredith. Praktyczny, ładny chłopak, zakochany w Nan Blythe. Ma czarne włosy i oczy. Razem z Jimem wyrusza na front.
- Tomasz Carlyle "Karolek" Meredith – najmłodszy z dzieci Johna Mereditha i Cecylli Meredith, siedemnastoletni chłopak. Ojciec darzy go szczególnym uczuciem, ponieważ jako jedyny z rodzeństwa ma oczy swojej zmarłej matki. Ma jasnoniebieskie oczy i blond włosy.
- Bruce (także: Bertie) Meredith – synek pastora Johna Mereditha i Rosemary (Rozalii) Meredith
- Kenneth (także: Krzysztof) Ford – dwudziestojednoletni syn Owena Forda i Leslie (Ewy) West (przyjaciół państwa Blythe). Jest zakochany z wzajemnością w Rilli Blythe. Ma ciemnoszare oczy i czarne włosy. Ken jest wysoki, dobrze się prezentuje z pewną niedbałą elegancją. Jest zabawnym, inteligentnym i postawnym młodzieńcem. Ma opinię uwodziciela kobiet. Twierdzono, iż Kenneth posiada wiele miejskiej ogłady. Jego wyjazd na front opóźnia się przez kontuzję. Przyjaciel Waltera Blythe.
- Mary (Marysia) Vance – dwudziestoletnia dziewczyna, wychowywana przez Kornelię Elliot. Mary ma niezwykle cięty język, jest bezpośrednią i interesującą dziewczyną. Nie była zbyt popularna wśród miejscowej młodzieży. Zakochana w Millerze Douglasie z wzajemnością.